# Болото (фильм, 2005)
«Яд» (англ. Venom) — слэшер американского режиссёра Джима Гиллеспи, снятый в 2005 году.

## Сюжет
Небольшой городок среди болот в одном из штатов Юго-Запада США. Пожилая мулатка мисс Эмми выкапывает на старом кладбище чемодан, который не должен попасть в руки посторонних. Однако в результате аварии на мосту женщина погибает, а пытавшийся её спасти Рей Сойер становится жертвой змей, находившихся в этом ящике. Однако это не просто рептилии, а существа, которых использовали в ритуалах вуду для высасывания зла из людей. Теперь все эти пороки вместе с укусами змей переходят к Рею, который после своей смерти восстаёт из мёртвых и начинает убивать жителей городка под влиянием тёмных сил.
Группа юношей и девушек становится основной целью монстра. За спасением они обращаются к внучке колдуньи Сиси, однако та практически не владеет магией вуду, и ей удаётся лишь на очень короткое время задержать Рея. Тем временем зомби весьма успешно продолжает свою охоту, в итоге в живых остаётся лишь симпатичная официантка Иден, которой придётся сражаться с монстром в одиночку.

## В ролях
| Актёр                 | Роль                   |
| --------------------- | ---------------------- |
| Агнес Брукнер         | Иден Синклер           |
| Джонатан Джексон      | Эрик                   |
| Лаура Рэмси           | Рейчел                 |
| Ди Джей Котрона       | Шон                    |
| Рик Крамер            | Рей Сойер              |
| Миган Гуд             | Сиси                   |
| Бижу Филлипс          | Тэмми                  |
| Метод Мэн             | помощник шерифа Тёрнер |
| Павел Шайда           | Рики                   |
| Даветта Шервуд        | Патти                  |
| Стейси Трэвис         | Лаура                  |
| Маркус Лайл Браун     | Терри Паркер           |
| Джеймс Пикенс младший | шериф                  |
| Дебора Дьюк           | мисс Эмми              |

Главный отрицательный персонаж фильма становится зомби в результате ритуала вуду, однако представляет собой живого мертвеца в современном понимании.